# Elektronikus vonatmegállító
Az Elektronikus vonatmegállító (röviden EVM) a MÁV mozdonyain, motorkocsijain, motorvonatain alkalmazott vonatbefolyásoló berendezés (központi egység) típusneve. A berendezés a vasúti pályába táplált 75 Hz-es időmodulált jelet értékeli ki, és a vörös jelző meghaladása esetén kényszerfékezéssel megállítja a vonatot.
A berendezés az Egyesített éberségi és vonatbefolyásoló berendezés elődje. Utódja az EVM-120-as változata.
Az EVM-120 típusnevet ismerik Európában a magyar vonatbefolyásoló berendezésként.
Az EVM-120 berendezés kikényszeríti a mozdonyvezetőtől a fékezést, csökkentett sebességre utaló jelzés meghaladása után. 120 km/h-ig a három,124 km/h felett kettő éberségi felhívás jut a szükséges fővezeték nyomás, vagy lassulási érték eléréséhez. 120 km/h-ig a fővezetéknyomásnak 4,5 bar alatt kell,hogy legyen,vagy ~-0,3 m/s2 lassulásnak kell lennie a harmadik éberségi felhívásig. 124 km/h felett az EVM-160 üzemmódban a fővezeték nyomásnak 3,5 bar alatt kell lennie, vagy ~-1,3 m/s2 lassulási értéknek kell lennie a második éberségi felhívásig. Ellenkező esetben a berendezés kényszerfékezést eredményez.

## Változatai
- EVM - MÁV M62 sorozatú mozdonyokon
- EVM-120 hagyományos kivitel
- EVM-120 1 nyomáskapcsolóval kibővített
- EVM-120 2 nyomáskapcsolóval kiegészített 160 km/h sebességre kialakított kivitel.

Ez a kivitel a Budapest–Hegyeshalom–Rajka-vasútvonal 160 km/h-ra való kiépítésekor lett kialakítva. Ez a változat kikényszeríti, hogy a mozdonyvezető csökkentett sebességre utaló jelzésnél 2 felhívás (~360 m) után ≤3,5 bar fővezetéknyomással fékezzen. Egyes motorkocsikon (415-H ; 425-H) lassulásérzékelő van beépítve,aminél az EVM 160 üzemmódban a második éberségi felhívás elkezeléséhez ~-1,3 m/s2 lassulási érték szükséges. Ennél kisebb lassulásnál a berendezés kényszerfékezést eredményez.
Az EVM-120 berendezések beépítése jelenleg is folyamatban van. Az EVM-120 berendezést az ETCS (European Train Control System: Európai Egységesített Vonatbefolyásoló Rendszer) fogja leváltani, amelynek kiépítése a MÁV-nál is megkezdődött.